# Eike Immel
Eike Immel (ur. 27 listopada 1960 w Stadtallendorfie) – były niemiecki piłkarz występujący na pozycji bramkarza.

## Kariera klubowa
Immel zawodową karierę rozpoczynał w 1978 roku w Borussii Dortmund z Bundesligi. W tych rozgrywkach zadebiutował 12 sierpnia 1978 roku w wygranym 1:0 meczu z Bayernem Monachium. W debiutanckim sezonie 1978/1979 był rezerwowym bramkarzem dla Horsta Bertrama. Od początku następnego stał się podstawowym bramkarzem Borussii. Jej barwy reprezentował przez 8 lat. W tym czasie rozegrał tam 247 ligowych spotkań.
W 1986 roku odszedł do VfB Stuttgart, również z Bundesligi. Pierwszy ligowy mecz zaliczył tam 8 sierpnia 1986 roku przeciwko ekipie Waldhof Mannheim (2:3). W 1989 roku dotarł z zespołem do finału Pucharu UEFA, jednak Stuttgart został tam pokonany przez SSC Napoli. W 1992 roku Immel zdobył z klubem mistrzostwo Niemiec.
W 1995 roku został graczem angielskiego Manchesteru City. W Premier League zadebiutował 19 sierpnia 1995 roku w zremisowanym 1:1 meczu z drużyną Tottenham Hotspur. W 1996 roku spadł z klubem do First Division. W 1997 roku zakończył karierę.

## Kariera reprezentacyjna
W 1980 roku Immel znalazł się w kadrze RFN na Mistrzostwa Europy. Nie zagrał jednak na nich w żadnym meczu. Reprezentacja RFN została natomiast triumfatorem tamtego turnieju. 11 października 1980 roku w zremisowanym 1:1 pojedynku z Holandią zadebiutował w drużynie narodowej.
W 1982 roku został powołany do kadry na Mistrzostwa Świata. Nie wystąpił jednak na nich ani razu. Tamten mundial RFN zakończył na 2. miejscu.
W 1986 roku Immel po raz drugi był uczestnikiem Mistrzostw Świata. Nie zagrał tam jednak w żadnym spotkania. Podczas tamtego mundialu reprezentacja RFN zajęła 2. miejsce.
W 1988 roku wziął udział w Mistrzostwach Europy. Wystąpił tam w meczach z Włochami (1:1), Danią (2:0), Hiszpanią (2:0) i Holandią (1:2). Tamten turniej RFN zakończył na półfinale.
W latach 1980–1988 w drużynie narodowej Immel rozegrał w sumie 19 spotkań.

## Kariera trenerska
Po zakończeniu kariery piłkarskiej Immel został trenerem. Jego pierwszym klubem był VfR Heilbronn z Verbandsligi Württemberg. Potem był trenerem bramkarzy w Beşiktaşu JK, Austrii Wiedeń i Fenerbahçe SK.